# Provinzial-Zeitung

Provinzial-Zeitung

Die Provinzial-Zeitung war von 1852 bis 1926 eine Tageszeitung in Lehe, Geestemünde und im 1827 gegründeten Bremerhaven sowie in den Landkreisen Geestemünde und Lehe.

## Geschichte
Die Provinzial-Zeitung und die Nordsee-Zeitung von 1866 prägten ab der Mitte des 19. Jahrhunderts die Zeitungslandschaft in dem Gebiet.

Die liberal-konservative Provinzial-Zeitung war von 1852 bis 1926 zugleich der Anzeiger für den Königlichen Obergerichts-Bezirk Lehe. Sie war die älteste Zeitung an der Wesermündung. I. W. Möller aus Lehe druckte und verlegte die pro-hannoversche (und anti-bremische sowie anti-preußische) Zeitung. Die Provinzial-Zeitung übernahm 1854 das Wochenblatt für Bremerhaven und Umgebung.
1854 kaufte J. G. Heyse die Zeitung und schon 1855 wurde die Buchhandlung Heyse vom Buchdrucker Otto Remmler († 1899) und vom Verleger Leopold von Vangerow übernommen. Vangerow verlegte auch das Correspondenzblatt für Bremerhaven von 1856 und war zudem Mitglied bzw. Vorsitzender des Gemeinderates von Bremerhaven.
Ab 1864 war der Sitz der Zeitung in Geestemünde, Borrisstraße Nr. 30. Ab 1874 wurde sie sechsmal pro Woche herausgegeben. 1886 betrug die Auflage rund 6.000 Exemplare und sie wuchs bis 1896 auf 8.000 bis 10.000.
1889 war Otto Remmler jun. der Verleger.
Der Sohn August von Vangerow wurde Mitherausgeber und führte danach den Verlag bis 1910. Er gründete 1905 die Provinzial-Zeitung GmbH. Josef Ditzen war von 1889 bis 1895 Chefredakteur der Provinzial-Zeitung und gründete dann die Nordwestdeutsche Zeitung.
1901 wurde die bürgerlich-freisinnige Nordsee-Zeitung von 1866 an den Provinzial-Verlag verkauft.
Ab 1926 hieß die nun sehr konservative Zeitung Wesermünder Neueste Nachrichten. Sie wandte sich 1933 der NSDAP zu und trug den Untertitel Tageszeitung für nationalsozialistische Politik, war aber keine parteiamtliche Zeitung. Sie hatte nun eine Auflage von 9.000 Stück. 1936 wurde die Zeitung von der Nordwestdeutschen Zeitung von 1895 des Verlegers Ditzen übernommen und stellte 1941 ihr Erscheinen ein. Die Druckerei bestand bis mindestens 1944. 1944 wurde das Verlagsgebäude zerstört.
Heute besteht in Bremerhaven nur die Nordsee-Zeitung vom Ditzen-Verlag mit dem Untertitel Nordwestdeutsche Zeitung.